# ニコラオス・ティス・エラザス (1969-)
ニコラオス・ティス・エラザス・ケ・ザニアス（ギリシア語: Νικόλαος της Ελλάδας και Δανίας, 1969年10月1日 - ）は、ギリシャの旧王族。

## 経歴
ギリシャ王コンスタンティノス2世とその妃アンナ＝マリアの次男（第3子）として、両親の亡命先であるイタリアのローマで生まれた。1967年4月に起きたクーデターにより、王家は12月に国外へ脱出していた。父王は1973年に軍事政権によって廃位され、翌1974年にギリシャの王制は正式に廃止された。
兄弟姉妹と同様に、1980年に両親が創設したロンドンのギリシャ人学校で学んだ。アメリカのブラウン大学で国際関係学を専攻し、1993年に卒業した。卒業後はナットウェストのマーケット部門に勤めていたが、1998年からは父王の私設オフィスのスタッフとして働いている。また、ギリシャで起きる洪水や地震などの自然災害に際しての救援活動を目的として創設された「アンナ＝マリア財団」の委員の一人でもある。
ファッションデザイナーのダイアン・フォン・ファステンバーグのイベントプランナーを務めるタティアナ・ブラトニクと長年交際しており、2009年12月28日にコンスタンティノス2世のオフィスは二人の婚約を発表。翌2010年8月25日、ギリシャのスペツェス島において挙式し、父方の伯母にあたるスペイン王妃ソフィアや母方の伯母にあたるデンマーク女王マルグレーテ2世をはじめとしたヨーロッパの王族が数多く参列した。約14年後の2024年4月、ウェブサイトでタティアナ妃との離婚が発表された。二人の間に子供はなく、タティアナ妃は引き続きギリシャに住むとされた。
2025年2月に、実業家でギリシャのサッカークラブパナシナイコスFCの元オーナーでもあるヨルゴス・ヴァルディノヤンニの娘クリシと再婚した。クリシ自身にも離婚歴があり、以前の結婚では二人の子供をもうけている。結婚式はアテネの聖ニコラオス・ラガヴァス教会にて執り行われた。